# ELINCS
ELINCS is de afkorting voor European LIst of Notified Chemical Substances (Europese lijst van bekendgemaakte chemische stoffen).
Deze lijst bevat alle chemische stoffen die door de industrie in de Europese Unie werden geproduceerd of ingevoerd na 18 september 1981. Het zijn in totaal meer dan 3000 stoffen.
Stoffen die vóór deze datum van 18 september 1981 al gebruikt of geproduceerd werden, noemt men "bestaande stoffen". Deze staan op een andere lijst, de EINECS (European INventory of Existing Commercial chemical Substances).
Elke stof op de ELINCS-lijst heeft een uniek identificatienummer, beginnend met het cijfer 4..- (dit om een onderscheid te maken met de andere EU-nummers zoals het EINECS-nummer beginnend met een 2..- of een 3..- , en de NLP-NoLongerPolymers, beginnend met een 5..-)
De 'N' van notified duidt op de verplichting van de producent of invoerder van dergelijke chemische stof, om, vooraleer deze stof op de markt te brengen (in een hoeveelheid van meer dan 10 kg per jaar), een 'kennisgeving' (notification) over te maken aan de bevoegde overheid; deze kennisgeving bevat onder andere alle beschikbare inlichtingen met betrekking tot de voorziene onmiddellijke of latere gevaren van die stof voor mens en milieu. Op basis van deze kennisgeving kan de bevoegde overheid dan eventueel beslissen dat de stof niet op de markt mag gebracht worden. Deze verplichting werd in 1981 ingevoerd door de Europese Commissie en gold niet voor de bestaande stoffen, vandaar het onderscheid tussen de twee lijsten (EINECS en ELINCS). De NLP zijn pas op een later stadium toegevoegd en zijn deze stoffen die onder de polymerendefinitie van kracht in 1981 nog als polymeer werden aangezien, maar na de herwerking van deze definitie plots niet meer als polymeer werden aangezien. Gezien ze echter in 1981 niet werden toegelaten op de EINECS lijst zijn zij ook niet op deze lijst ingeschreven geweest en in principe onderhevig aan een notificatie. De bevoegde overheden hebben echter afgesproken om hiervoor geen actie te eisen indien bewijzen kunnen voorgelegd worden dat zij in 1981 op de Europese markt waren. 
Het is de bedoeling van de Europese Commissie om een nieuwe regeling in te voeren, die dit onderscheid tussen "bestaande" en "nieuwe" stoffen opheft: het REACH-systeem (Registration, Evaluation and Authorisation of CHemicals). Op 29 oktober 2003 nam de Commissie het  ontwerp van de REACH-regelgeving aan; REACH zal vanaf 1 juni 2007 geleidelijk in werking treden.